# Croix de Scouhel
La croix de Scouhel  est située rue de la Libération (à côté de l'église), à Caudan dans le Morbihan.

## Historique
La croix fut érigée en 1504 au Scouhel pour marquer la limite de la progression de l'épidémie de peste qui touche la région. 
La croix fait l’objet d’une inscription au titre des monuments historiques depuis le 25 février 1928.
En partie détruite durant les bombardements de 1944, elle fut restaurée et installée chez un particulier. Restituée à la commune dans les années 1950, c'est au début des années 1960 qu'elle trouve sa place définitive, à proximité de l'église, sous l'impulsion de M. Guillou, architecte urbaniste.

## Architecture
Le fût porte un écu armorié timbré d'un buste de femme couronné. 
Il comporte les armes de la famille Chefdubois, une Vierge à l'enfant et un Christ de Résurrection. 
La croix fut détruite lors de l'explosion de l'église en 1944.